# Diplotaxodon
Diplotaxodon (Gr.: „diplo“ = zweifach + „taxo“ = Stellung + odon = Zahn) ist eine Gattung aus der Familie der Buntbarsche (Cichlidae), die im östlichen Afrika im Malawisee und im Malombesee vorkommt.

## Merkmale
Diplotaxodon-Arten erreichen Längen von 11,5 bis 25 cm. Es sind schlanke, fast heringsartig wirkende Raubfische, die meist silbrig oder grau gefärbt sind und keinerlei Musterung in Form von Streifen, Flecken oder Punkten zeigen. Das Maul steht schräg und ist nach oben gerichtet. Der Unterkiefer ist kräftig und steht etwas vor. Die einfachen Zähne sind in zwei bis vier Reihen angeordnet. Gattungstypisch ist eine unten gelegene, paarige, flache, knöcherne Apophyse, die entlang der gesamten Länge des dritten oder dritten und vierten Wirbels verläuft.

## Lebensweise
Diplotaxodon-Arten sind piscivore Raubfische, die pelagisch in großen Schwärmen von der Wasseroberfläche bis in Tiefen von etwa 125 Metern leben. Wichtigster Beutefisch ist der sardinenartige Karpfenfisch Engraulicypris sardella. Außerdem werden Eier und Jungfische anderer Buntbarsche gefressen. Wie fast alle Buntbarsche des Malawisees sind die Diplotaxodon-Arten Maulbrüter.

## Arten

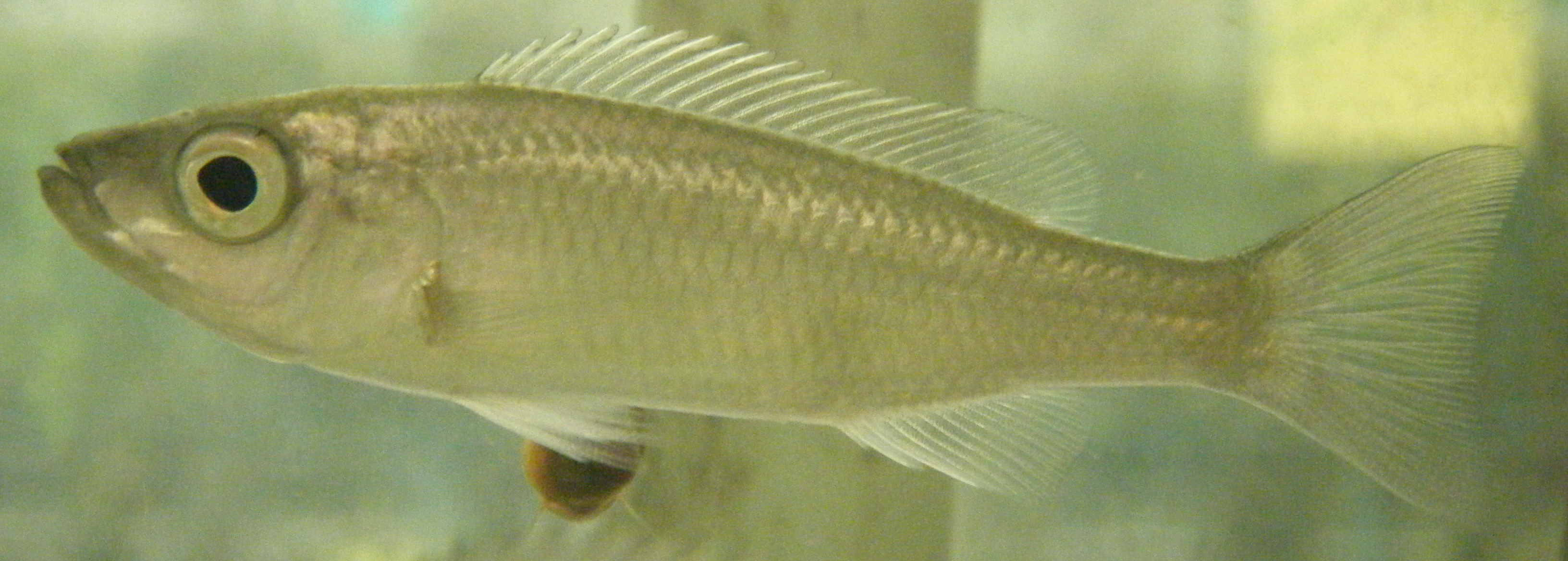
Unbestimmte Diplotaxodon-Art

Der Gattung Diplotaxodon werden zehn Arten zugeordnet, die sich nur schwer voneinander unterscheiden lassen.
- Diplotaxodon aeneus Turner & Stauffer, 1998
- Diplotaxodon altus Stauffer et al., 2018
- Diplotaxodon apogon Turner & Stauffer, 1998
- Diplotaxodon argenteus Trewavas, 1935 (Typusart)
- Diplotaxodon dentatus Stauffer & Konings, 2021[1]
- Diplotaxodon ecclesi Burgess & Axelrod, 1973
- Diplotaxodon greenwoodi Stauffer & McKaye, 1986
- Diplotaxodon limnothrissa Turner, 1994
- Diplotaxodon longimaxilla Stauffer et al., 2018
- Diplotaxodon macrops Turner & Stauffer, 1998